# Lago bifurcado

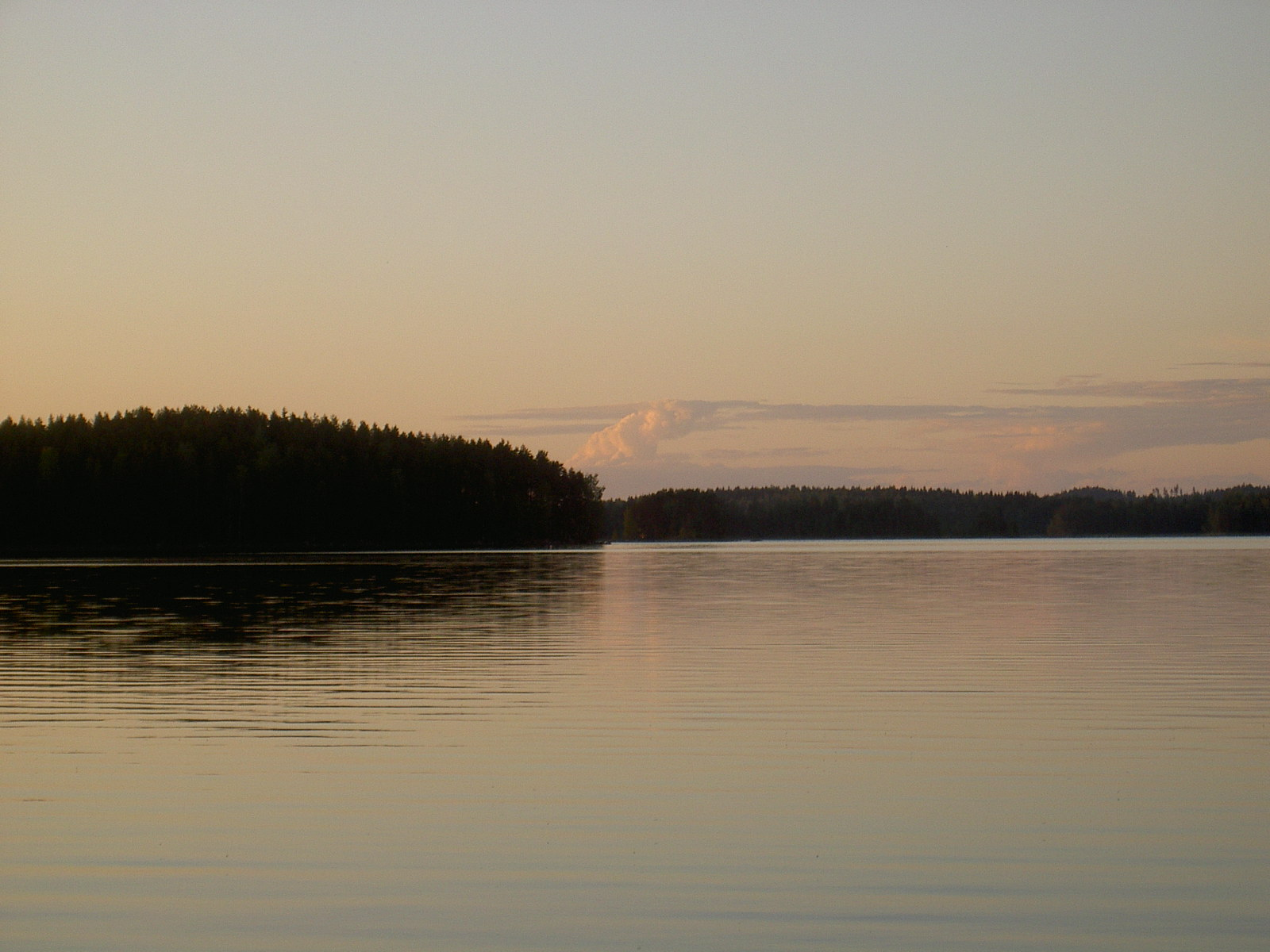
Lago Vesijako en Padasjoki, Finlandia

Un lago bifurcado es un lago del que fluyen aguas en dos cuencas hidrográficas diferentes. Donde hay lagos bifurcados, la cuenca no puede definirse de manera inequívoca ya que la divisoria de aguas discurre a través de la propia superficie del lago. Es un caso similar al de una bifurcación fluvial, cuando el flujo de un río se bifurca por un distributario o efluente.

## Lagos bifurcados en Finlandia
Los lagos de bifurcación más conocidos y al mismo tiempo unos de los más grandes de Finlandia son Lummenne, en Kuhmoinen en Finlandia central, y Vesijako en Padasjoki en Päijät-Häme (el mismo nombre «Vesijako» significa, en finés, en realidad, 'divisoria de aguas'). Lagos cercanos en la región de los Lagos, uno conduce aguas abajo a Päijänne y más adelante a lo largo del Kymijoki hasta el golfo de Finlandia; el otro sigue la ruta Hauho y finalmente a través de Pyhäjärvi y Kokemäenjoki acaba en el golfo de Botnia. Un tercer lago en el sistema de lagos formado por Vesijako y Lummene incluye al lago Vehkajärvi, hacia el cual fluye el lago bifurcado Lummene, sobre él, y que a su vez baja bifurcado al lago Vesijako.
Son también lagos bifurcados notables y grandes Isojärvi e Inhottu, que pertenecen a la cuenca hidrográfica de Karvianjoki, en la región de Satakunta, en el oeste de Finlandia. Cada uno de ellos tiene dos desembarcos, cuyas aguas terminan finalmente en el mar de Botnia gracias a tres afluentes diferentes: el Merikarvianjoki, el Pohjajoki y el Eteläjoki. Anteriormente, también había un tercer lago de bifurcación en la cuenca hidrográfica de Karvianjoki, Torajärvi, en Noormarkku, y una bifurcación de río desde Karvianjoki sobre el Kynäsjärvi hasta Leväsjoki, pero debido a la acción humana para regular el régimen del agua, estas bifurcaciones han desaparecido.
Koltajärvi, ubicado en la frontera de Finlandia, Suecia y Noruega, también se menciona como un lago bifurcado, al menos en las fuentes más antiguas. Es el lecho principal de la caída del mar de Noruega a través de Singalanjoki, pero también se dice que la otra depresión descendente más pequeña es el lado finlandés de Kuohkimajärvi, y desde aquí más Kilpisjärvi a través de los cursos de agua del río Tornionjoki. También en la actual división de las cuencas fluviales finlandesas, Koltajärvi se marca como una división entre las áreas de captación de la cuenca del Tornionjoki y la cuenca del Singalanjoki.
Antes de eso, Kalliojärvi Maanselä de Sotkamo también tenía un lago bifurcado. En ese momento, las aguas fluyeron a través de la cuenca de Oulujoki hasta Pohjanlahti y a través de las cuencas de Pielinen y Vuoksi hasta Ladoga. Hoy, las aguas fluyen desde allí solo en dirección al Oulujoki.
Durante la historia geológica, las etapas de bifurcación también se han incluido en la historia de desarrollo de muchos otros lagos, incluso grandes. Uno de ellos es el lago Ähtärinjärvi, que formó una bifurcación durante 1700 años, desde hace 3200 a 1500 años.

## Otros ejemplos
El lago Isa en el parque nacional Yellowstone es un lago bifurcado natural que drena en dos océanos. Su drenaje oriental es hacia el golfo de México (parte del Atlántico) a través del río Firehole, mientras que su drenaje occidental es hacia el océano Pacífico a través del río Lewis.[cita requerida]
Un ejemplo de lago bifurcado artificial poco profundo es el lago Bontecou, en el condado de Dutchess.
El lago Diefenbaker, en Saskatchewan, es también un embalse artificial creado por la represa del río Saskatchewan Sur y del río Qu'Appelle. El lago continúa drenando en los dos ríos, pero el Qu'Appelle recibe un flujo mucho mayor (en esencia, una desviación del flujo del Saskatchewan Sur) debido a la represa. Ambos ríos finalmente desembocan en la bahía de Hudson a través del lago Winnipeg y del río Nelson.(Wyoming)| También se encuentra en Saskatchewan el lago Wollaston, que es la fuente del río Fond du Lac que desemboca en el océano Ártico y del río Cochrane que desemboca en la bahía de Hudson y el océano Atlántico.[cita requerida]